# حارة اليمن السعيد (صنعاء)

تعديل مصدري - تعديل

حارة اليمن السعيد هي إحدى حارات حي السواد الشمالي بمديرية السبعين إحد مديريات العاصمة اليمنية صنعاء، بلغ تعداد سكانها 1995 نسمة حسب تعداد اليمن لعام 2004.